# Perry (Carolina del Sud)
Perry è un comune degli Stati Uniti d'America, situato in Carolina del Sud, nella Contea di Aiken.